# Food Additives & Contaminants: Part A Chemistry, Analysis, Control, Exposure & Risk Assessment
Food Additives & Contaminants: Part A Chemistry, Analysis, Control, Exposure & Risk Assessment (abrégé en Food Addit. Contam. Part A-Chem.) est une revue scientifique bimensuelle à comité de lecture qui publie des articles de recherches originales dans le domaine de la chimie de l'alimentation.
D'après le Journal Citation Reports, le facteur d'impact de ce journal était de 1,802 en 2014. L'actuel directeur de publication est Barry L. Johnson (Université Emory, États-Unis) (2016).

## Histoire
Au cours de son histoire, le journal s'est divisé en deux sections :
- Food Additives & Contaminants, 1984-2008  (ISSN 0265-203X)
- Food Additives & Contaminants: Part A Chemistry, Analysis, Control, Exposure & Risk Assessment, 2008-en cours  (ISSN 1944-0049)
- Food Additives & Contaminants: Part B Surveillance, 2008-en cours  (ISSN 1939-3210)[3]